# Petar Orlandić
Petar „Pero“ Orlandić (serbisch-kyrillisch Петар “Перо” Орландић, * 6. August 1990 in Podgorica) ist ein montenegrinischer Fußballspieler.

## Karriere
Seinen ersten Vertrag unterschrieb Petar Orlandić 2009 beim montenegrinischen Verein FK Zeta Golubovci. Der Verein ist in Podgorica, der Hauptstadt Montenegros, beheimatet und spielte in der ersten Liga, der Prva Crnogorska Liga. 2014 wurde er an nach Israel zu Hapoel Tel Aviv ausgeliehen. Der Verein spielte in der ersten Liga des Landes, der Ligat ha’Al und ist in Tel Aviv beheimatet. 2015 wechselte er nach Serbien und unterschrieb einen Vertrag bei Roter Stern Belgrad. Hier absolvierte er in der Super liga Srbije (SLS) 30 Spiele und schoss dabei 14 Tore. Nach zwei Jahren verließ er Belgrad und wechselte nach Portugal, wo er sich dem União Madeira anschloss. Nach China wechselte er im Jahr 2018 und spielte für Xinjiang Tianshan Leopard, einem Verein, der in der zweiten Liga, der China League One, spielte und in Ürümqi beheimatet ist. Im gleichen Jahr unterzeichnete er einen Vertrag in Malta beim FC Birkirkara aus Birkirkara, der größten Stadt der Insel. Anfang 2019 wechselte er wieder nach Asien und unterschrieb einen Vertrag beim thailändischen Erstligisten Sukhothai FC. Hier bestritt er bis Mitte 2019 zehn Spiele. Mitte 2019 wurde der Vertrag aufgelöst und Petar Orlandić ist seitdem vereinslos.